# ازدواج همجنس در ویرجینیا
ازدواج همجنس‌گرایان در ویرجینیا از ۶ اکتبر ۲۰۱۴ پس از تصمیم دیوان عالی ایالات متحده آمریکا مبنی بر عدم رسیدگی به فرجام‌خواهی حکم دادگاه استیناف حوزه چهارم، قانونی شده است.

## تاریخچه
رأی‌دهندگان ویرجینیایی در سال ۲۰۰۶ با شرکت در یک همه‌پرسی به اصلاحیه‌ای رأی دادند که ازدواج زوج‌های همجنس را در ایالت ممنوع می‌کرد. در ژانویه ۲۰۱۴ فرماندار و دادستان کل ایالت حمایتشان را از قانونی شدن ازدواج همجنس‌گرایان اعلام کردند. در فوریه ۲۰۱۴ یک قاضی ناحیه‌ای در جریان پرونده بوستیک در برابر شیفر حکم به بر ضد قانون اساسی بودن ممنوعیت ازدواج همجنس‌گرایان در ایالت داد. دادگاه استیناف حوزه چهارم در ماه ژوئیه پس از بررسی پرونده به لغو ممنوعیت ازدواج زوج‌های همجنس در ایالت رأی داد. در آن زمان دیوان عالی آمریکا حکم دادگاه استیناف را جهت رسیدگی به فرجام‌خواهی‌ها به حالت تعلیق درآورد وانگهی در ۶ اکتبر ۲۰۱۴ از بررسی فرجام‌خواهی ممانعت ورزید؛ بنابراین حکم پیشین دادگاه استیناف حوزه چهارم به اجرا درآمد.